# Dimitri Moretti
Dimitri Moretti (* 17. November 1972 in Altdorf; heimatberechtigt in Hofstetten bei Brienz, bürgerlich Dimitri Massimiliano Moretti) ist ein Schweizer Politiker (SP).

## Leben
Dimitri Moretti wuchs als Sohn einer Schweizerin und eines Italieners in Altdorf und Erstfeld auf. Er machte 1993 die Matura an der Kantonalen Mittelschule Uri und bildete sich anschliessend in Fribourg, Bern und Perugia, der Heimatstadt seines Vaters, zum Oberstufenlehrer aus. Ab 2000 unterrichtete er als Klassenlehrperson an der Sekundarschule in Erstfeld. Dimitri Moretti ist ledig und lebt in Erstfeld.

## Politik
Dimitri Moretti trat 2006 der SP Kanton Uri bei. Anlass waren die auf nationaler Ebene geführten Debatten um die Verschärfung des Asylrechts und des Ausländer- und Integrationsgesetzes.
2008 wurde Moretti in den Landrat (Legislative) des Kantons Uri gewählt, dem er bis 2016 angehörte. Er war von 2008 bis 2016 Mitglied der landrätlichen Finanzkommission.
Dimitri Moretti wurde 2016 in den Regierungsrat (Exekutive) des Kantons Uri gewählt. Er ist seit 2016 Vorsteher der Sicherheitskommission. Nach seiner Wiederwahl in den Regierungsrat 2020 wurde Moretti im Februar 2022 zum Landesstatthalter, dem Stellvertreter des Landammanns, gewählt. Im Vorfeld dieser Wahl kam es zu Misstönen, da Moretti, entgegen dem Konkordanz- und Anciennitätsprinzip und den damit verbundenen Gepflogenheiten der kantonalen Politik, nicht von allen Parteien uneingeschränkt zur Wahl empfohlen wurde.
In seiner Funktion als Vorsteher der Sicherheitsdirektion des Kantons Uri ist Moretti Mitglied der Fachdirektorenkonferenz Geldspiele, der Kantonalen Konferenz der Justiz- und Polizeidirektoren (KKJPD), der Regierungskonferenz Militär, Zivilschutz, Feuerwehr (RK MZF), der Zentralschweizer Regierungskonferenz (ZRK), der Konferenz Wild, Wald, Landschaft (KWL), der Tripartiten Konferenz (TK), der Wald- und Holzforschungsförderung Schweiz (WHFF-CH), der Konkordatsbehörde Interkantonale Polizeischule Hitzkirch (KB IPH), des Schweizerischen Polizeiinstituts (SPI), des Verwaltungsrats der Centralschweizerischen Kraftwerke AG sowie der Zentralschweizer Polizeidirektorenkonferenz (ZPDK), der er als Präsident vorsteht.
Moretti ist Geschäftsleitungsmitglied der SP Kanton Uri und Delegierter der SP Schweiz.
Bei den Regierungsratswahlen 2024 wurde er nicht wiedergewählt.